# Gioco di Carte Collezionabili Pokémon Pocket
Gioco di Carte Collezionabili Pokémon Pocket (Pokémon Trading Card Game Pocket, abbreviato Pokémon TCGP) è un videogioco strategico basato sul Gioco di Carte Collezionabili Pokémon, pubblicato nel 2024 per iOS e Android.

## Sviluppo
Pokémon TCGP è stato annunciato nel febbraio 2024 nel corso del Pokémon Presents. Una versione preliminare del gioco è stata distribuita in Nuova Zelanda nel settembre 2024.

## Espansioni
| Nome                        | Pacchetti tematici         | Data di uscita                                                      |
| --------------------------- | -------------------------- | ------------------------------------------------------------------- |
| Geni Supremi                | Charizard Pikachu Mewtwo   | 26 settembre 2024 (Nuova Zelanda) 30 ottobre 2024 (resto del mondo) |
| L'Isola Misteriosa          | Busta di espansione a tema | 17 dicembre 2024                                                    |
| Scontro Spaziotemporale     | Palkia Dialga              | 30 gennaio 2025                                                     |
| Luce Trionfale              | Busta di espansione a tema | 28 febbraio 2025                                                    |
| Tripudio Splendente         | Busta di espansione a tema | 27 marzo 2025                                                       |
| Guardiani Astrali           | Solgaleo Lunala            | 30 aprile 2025                                                      |
| Crisi Ultradimensionale     | Busta di espansione a tema | 29 maggio 2025                                                      |
| Il Bosco di Eevee           | Eevee                      | 26 giugno 2025                                                      |
| La Via del Cielo e del Mare | Ho-Oh Lugia                | 30 luglio 2025                                                      |